# Particella catastale
La particella catastale, detta anche mappale, in Italia, è una porzione di un terreno o di un fabbricato di proprietà di uno o più individui per quote o di società.
La particella catastale è l'unità di riferimento del catasto terreni. Essa è una porzione di terreno continua fisicamente, con lo stesso possessore, con la stessa qualità e classe di coltura e ubicata nello stesso comune. 
Il catasto viene detto "particellare", volendo indicare, con questo termine, la suddivisione del territorio in tali particelle.

## Storia
Tale livello di dettaglio è in uso a partire dall'epoca napoleonica (ovvero, i primi anni del XIX secolo), che ne introdusse l'uso in diversi stati italiani. Nello Stato Pontificio, venne introdotto nel catasto gregoriano, la cui rilevazione è iniziata già nell'epoca di regno di Pio VII.
La particella catastale è regolata in Italia dalla definizione data dall'art. 2 legge 1° marzo 1886, n. 3682, serie 3ª; art. 1 e 2 legge 11 giugno 1922, n. 778 e art. 2 regio decreto 8 ottobre 1931, n. 1572.